# Kalvskinnsgrund
Kalvskinnsgrund med Stora Svartbådan är en ö i Finland. Den ligger i Norra kvarken och i kommunen Vasa i den ekonomiska regionen  Vasa i landskapet Österbotten, i den västra delen av landet. Ön ligger omkring 12 kilometer väster om Vasa och omkring 380 kilometer nordväst om Helsingfors.
Öns area är 46,1 hektar och dess största längd är 1,3 kilometer i sydväst-nordöstlig riktning.

## Sammansmälta delöar
- Kalvskinnsgrund 63°05′51″N 21°23′10″Ö / 63.09742°N 21.38603°Ö
- Stora Svartbådan 63°05′38″N 21°22′16″Ö / 63.09377°N 21.37101°Ö

## Klimat
Inlandsklimat råder i trakten. Årsmedeltemperaturen i trakten är 3 °C. Den varmaste månaden är augusti, då medeltemperaturen är 16 °C, och den kallaste är februari, med −6 °C.